# デキシード・ザ・エモンズ
デキシード・ザ・エモンズ（DEXIED THE EMONS）は、日本のロックバンド。略称は「デキシー」、「デキシ」など。2006年に解散。2023年9月活動再開。バンド名はディキシーランド・ジャズに「溺死」の言葉をかけ、土左衛門（溺死体）の言葉をかけたもの。

## 概要
1990年に千葉県市川市本八幡にて結成され、周辺の路上やライブハウスで活動を開始。その後、東京・新宿のライブハウスJAMを中心に活動を行い、1994年には1stアルバム「アルバムNo.1」をOZ DISCからリリース。1996年発表の3rdアルバム「SOMETHING Dew」はアルファレコードによって流通が行われ、これがメジャーからの初リリースとなった。
2006年に解散を発表し、2006年10月28日の日比谷野外音楽堂でのライブを最後に16年間の活動に幕を下ろした。
1950年代-1970年代のブルース・R&B・ソウル・リバプールサウンド・モッズ・ガレージロック・グラムロックといった洋楽から、GS・歌謡曲などの邦楽を独自に消化した唯一無二の音楽性と他の追随を許さない熱いライブ・パフォーマンスが特徴。録音に真空管機材を採用し、5thアルバム「Berry,Berry Bo,hho」ではThe Kinksが1970年代から所有しているスタジオでミキシングを行うなど、録音へのこだわりも特筆すべき特徴のひとつである。
ラストメンバーはアベ・ジュリー（通称「ジュリー」）とハッチー・ブラックボウモア（通称「ハッチ」）の2人。結成当初、ジュリーはボーカルのみ、ハッチはギターを担当していたが、ドラムとベースが脱退したのをきっかけにジュリーはボーカル&ギター、ハッチはドラムに転向した。2014年2月22日、KOGArecords20周年記念に伴い、一夜限りの再結成ライブを行った。その後も「絶賛解散中」と称しながら、年に数回のペースでライブを行っていた。
2023年9月3日、新宿red cloth20周年ワンマンライブにて「解散中」は終了し、正式に活動再開した。解散中サポートでベースを担当していた藤岡戸一郎が正式にメンバーとして紹介された。

## メンバー
アベ・ジュリー
ボーカル&ギター。本名：阿部 智康。1967年6月20日生。
名前は沢田研二の愛称「ジュリー」に由来。
THE YELLOW DOGS、ソトル・ソチャード、電化アベジュリー等でも活動。
The Spindles、The Backdrops、KING BROTHERSをプロデュースしていたこともある。
ハッチー・ブラックボウモア
ドラムス&コーラス。本名：八馬 義弘。1967年7月19日生。
ショボーレ3、Yaung Skins、ハウリンハチマ、ハッチハッチェル、ハッチェル特急楽団、ハッチハッチェルバンド等を経て、現在はハッチハッチェルオーケストラで活動。
Scoobie Do、メロディオンズ、THE NEATBEATSをプロデュースしていたこともある。
小島麻由美のアルバムにもドラムで参加。
ドラムプレイは、キース・ムーンの影響を受けている。
藤岡 戸一朗
ベース＆コーラス。1977年10月17日生。

## 旧メンバー
プーヤン（プ・プーヤン、ププ・プーヤン、ププ・プーヤン・プとも）
ベース&コーラス。2003年加入、2006年脱退。
BROWN NOSE等でも活動。
センパイ
ベース&コーラス。1994年から2003年まで、サポートメンバー。本名：岩島 篤史。1962年10月6日生。
THE LONDON TIMES、フレデリック、Yaung Skins、チロリアンテープ・チャプター4等でも活動。
マー坊
ベース&コーラス。本名：横山マサアキ。1994年脱退。現テルスター（Vo&Ba）。
塩原 周
ベース&コーラス。1992年脱退。

## ディスコグラフィー

### シングル
1. エレキの若大将
K.O.G.A Records（KOGA-004 1995年2月25日発売）
※7inch。
2. ゴールデン・ニューヒット 4
K.O.G.A Records（KOGA-008 1995年11月18日発売）
※7inch。
3. ヨーゼフ
K.O.G.A Records（KOGA-012 1995年12月16日発売）
※7inch。
4. Dew's Missing
K.O.G.A Records（KOGA-014 1996年3月18日発売）
※7inch。
5. なんでかフラメンコ
NO.2 Records（1997年04月24日発売）
※ソノシート。
6. 虹をつかもう
EPIC/SONY RECORDS（ESDB-3769 1997年6月21日発売）
7. Shades of Purple
EPIC/SONY RECORDS（ESCB-1858 1997年12月1日発売）
※「からっぽの部屋」などを収録。
8. Wondre The Giant
EPIC/SONY RECORDS（ESCB-1862 1998年2月21日発売）
※「ティッテンハースト・パーク」などを収録。
9. I Got You
EPIC/SONY RECORDS（ESCB-1972 1999年5月21日発売）
10. Highland Park
GOLF Record（SWING-000001 2000年5月17日発売）
11. Nice Age
GOLF Record（SWING-000002 2000年7月11日発売）

### アルバム
1. アルバムNo.1
OZ disc（OZD-009 1994年3月28日発売 / EHE-005 1995年8月31日再発）
※初回盤はデジパック仕様。再発盤はセカンド・プレスがジャケ違いとなっている。
2. デキシード・ザ・エモンズII
K.O.G.A Records（KOGA-005 1995年3月28日発売 / KOGA-102 2000年4月7日再発）
※初回盤はデジパック仕様。再発盤はボーナス・トラックとして「恋の女神」「でっかい太陽（Demo）」を収録。
3. SOMETHING Dew
K.O.G.A Records（KOGA-015/ALCA-5062 1996年4月17日発売 / KOGA-103 2000年4月7日再発）
※初回盤はデジパック仕様。アルファレコード流通。再発盤はボーナスト・ラックとして「DOGS」「ALL OR NOTHING」を収録。アナログ盤も発売された。
4. K.O.G.A Records Single Collection
K.O.G.A Records（KOGA-022 1997年5月1日発売）
5. ROYAL LOUNGE
EPIC/SONY RECORDS（ESCB-1817 1997年6月21日発売）
※初回盤は歌詞カードが特殊仕様。アナログ盤も発売された。
6. Berry,Berry Bo,hho
EPIC/SONY RECORDS（ESCB-1874 1998年4月22日発売）
※初回盤は紙ジャケ仕様。アナログ盤も発売された。
7. S,P&Y -Sound,Pew and Young-
EPIC/SONY RECORDS（ESCB-1994 1999年6月19日発売）
※アナログ盤も発売された。
8. ROUGH RIDE　（Mini Album）
GOLF Record（SWING-000003 2000年12月14日発売）
※デジパック仕様。
9. COVER DYNAMITE　（Cover Album）
GOLF Record（SWING-000004 2001年2月22日発売）
※アナログ盤も発売された。
10. Velb
GOLF Record（SWING-000005 2002年4月20日発売）
※紙ジャケ仕様。
11. BAKED AND QUESTION
GOLF Record（SWING-000006 2003年4月25日発売）
12. 太陽の目　（Mini Album）
TOKUMA JAPAN COMMUNICATIONS（TKCA-72711 2004年8月25日発売）
13. 真夜中の雫　（Mini Album）
TOKUMA JAPAN COMMUNICATIONS（TKCA-72769 2004年10月27日発売）
14. LIVE ～嵐の月曜日～　（Live Album）
TOKUMA JAPAN COMMUNICATIONS（TKCA-72830 2005年1月26日発売）
15. NO HIT NO RUN ～栄光の軌跡～　（Best Album）
TOKUMA JAPAN COMMUNICATIONS（TKCA-72851 2005年4月6日発売）
16. in dock
TOKUMA JAPAN COMMUNICATIONS（TKCA-72892 2005年7月27日発売）
17. GOLD DISC
P-VINE RECORDS（PCD-25048 2006年10月20日発売）
※紙ジャケ仕様。
18. ズバリ! ラストライブ!! In 日比谷野外大音楽堂　（Live Album）
Bellwood Records（BZCS-1046 2007年5月23日）
19. JUMBO MONET
KOGA Records（KOGA-247 2024年8月7日発売）
※アナログ盤も発売された。

### Video&DVD
1. 情熱のアブドーラLive　（Live Video）
K.O.G.A Records（KOGA-120 2000年11月21日発売）
2. デキシード・ザ・エモンズ Live＠KYOTO 17th.Feb.03 　（Live Video）
GOLF Record（PV-9001 2003年5月発売）
※ライブ会場限定発売。
3. GOLF CLIPS 　（Clip DVD&Video）
GOLF Record（PAT-000001 2003年11月14日発売）
※クリップ集の他にDVDには「愛の炎（Live）」「ライドン（Live）」、Videoには「処方箋（Live）」を収録。

### 参加作品など
ELECTRIC HOLE EYE エレキの節穴
OZ DISC（EHE-000 1995年8月31日発売）
※ジュリー「1 minute guitar」を収録。
POP GOES THE WEASEL vol.2
K.O.G.A Records（KOGA-007 1996年5月1日発売）
※「GOLDEN CUP, SLVER GLASS, BLACK BIRD AND RED ROSE」を収録。
スパイダース大作戦
K.O.G.A Records（SPIDER-01 1996年10月1日発売）
※ザ・スパイダーストリビュート盤。「メラ・メラ」「ヘイ・ボーイ」「メイ・シー・カム・マム？」を収録。
K.T.ゴールデン リスペクターズ 筒美京平グレーテスト カバーズ
PIONEER LDC（PICL-1159 1997年11月26日発売）
※筒美京平トリビュート盤。ジュリー「小さな体験」ハッチ「セクシャルバイオレットNo.1」を収録。
KINKY BOOT ～TRIBUTE TO THE KINKS　
VICTOR ENTERTAINMENT（VICL-60847 2002年2月21日発売）
※THE KINKSトリビュート盤。「SEE MY FRIEND」を収録。
あの鐘を鳴らすのはアタシ 和田アキ子 R&B歌謡カヴァー集
VICTOR ENTERTAINMENT（BSCL-30020 2003年7月9日発売）
※和田アキ子トリビュート盤。「クライングベイビー」を収録。
So You Want To Be A Rock 'N' Roll Star
K.O.G.A Records（KOGA-163 2003年9月6日発売）
※「ダディ・ローリング・ストーン」を収録。
FANDANGO NIGHT 2003@新宿LOFT （DVD）
For-side.com（POBE-3002 2003年12月15日発売）
※「4オクロックブルース」「Sun Blues」を収録。
ALWAYS HERE! ALWAYS DRUNK! ALWAYS ROCK YOU!
K.O.G.A Records（KOGA-169 2004年2月15日発売）
※「10 years」「きれいな水」を収録。
GO!GO!NAGAI! Tribute to The NAGAI GO
TOKUMA JAPAN COMMUNICATIONS（TKCA-72901 2005年9月7日発売）
※永井豪トリビュート盤。「今日もどこかでデビルマン」を収録。
首都高有鉛伝説 涙のナイト・ドライブ編
TOKUMA JAPAN COMMUNICATIONS（TKCA-73108 2006年9月27日発売）
※「シュート・シュート」を収録。

## タイアップ一覧
| 使用年 | 曲名           | タイアップ                                       |
| ------ | -------------- | ------------------------------------------------ |
| 1997年 | からっぽの部屋 | テレビ東京系『青い体験』テーマソング             |
| 2005年 | 悲しみのページ | テレビ東京系『ヤンチャ黙示録』エンディングテーマ |

## 主なライブ
1996年
4月21日-5月6日「JAPAN TOUR of Dewww」
※3rd Album「SOMETHING Dew」発売記念ツアー、全国3カ所で開催。
1997年
7月13日-21日「Royal Lounge Tour」
4th Album「ROYAL LOUNGE」発売記念ツアー、全国3カ所で開催。
1998年
5月15日-29日「TANDORI TOUR（Bo,hho）」
※5th Album「Berry,Berry Bo,hho」発売記念ツアー、全国5カ所で開催。
1999年
6月18日-7月3日「ジェット！フランジャーツアー＆Young」
※6th Album「S,P&Y -Sound,Pew and Young-」発売記念ツアー、全国10カ所で開催。
11月「ジャンボ！ハンバーグツアー」
※詳細不明。
12月2日「デキシード・ザ・エモンズ ワンバンショウ＠北沢タウンホール」
2000年
4月21日-5月19日「再発記念ツアー」
※2nd Album「デキシード・ザ・エモンズII」3rd Album「SOMETHING Dew」再発記念ツアー、全国8カ所で開催。
5月4日「MUSIC DAY 2000＠下北沢 CLUB Que」
7月17日-8月5日「ナイスショット！ホール in オーツ ツアー」
※Maxi Single「Highland Park」「Nice Age」発売記念ツアー、全国10カ所で開催。
10月「2000年秋のツアー」
※詳細不明。
12月2日「ROSA Opening Special＠池袋 LIVE INN ROSA」
12月9日「VIVA YOUNG！新宿編2000年FINAL＠新宿LOFT」
12月28日「BLACK LIST 007＠Zepp Tokyo」
「MAGIC FUN FAIR 2000 Allnight Party＠新宿LIQUID Room」
2001年
1月6日・7日「Hello 2001,Hello eggsite 2DAYS＠CLUB eggsite」
1月31日「LOFT POWER PUSH！NEW YEAR LIVE＠新宿LOFT」
3月20日-4月2日「GOLF Record 1周年＆COVER DYNAMITE発売記念ツアー」
※Cover Album「COVER DYNAMITE」発売記念ツアー、全国6カ所で開催。
4月28日「スティーブ・マリオット追悼記念ライブ＠新宿JAM」
4月29日「新宿URGA 1st ANNIVERSARY＠新宿URGA」
5月4日「MUSIC DAY 2001＠渋谷CLUB QUATTRO」
5月6日「ACCESS TO THE FUTURE＠日比谷野外音楽堂」
5月12日-18日「7days＠新宿JAM」
6月2日-15日「FORESIGHT TOUR 2001」
※全国2カ所で開催。
5月19日「GOLF Night＠下北沢 CLUB Que」
7月19日「Summer Fight Carnival ～Kinks NIGHT～＠下北沢 CLUB Que」
7月21日「Summer Fight Carnival ～GOLF☆NIGHT～＠下北沢 CLUB Que」
7月23日「RETURN TO NATURAL CLUB Que夏の陣！＠下北沢 CLUB Que」
7月25日「激震地獄夏場所＠名古屋アポロシアター」
7月27日-8月20日「SUMMER TOUR '01」
※全国5カ所で開催。
10月1日「THE 7 WONDERS OF Que～CLUB Que 7th Anniversary～＠下北沢 CLUB Que」
10月16日「デキシード・ザ・エモンズ ワンマンショウ＠渋谷CLUB QUATTRO」
10月19日「デキシード・ザ・エモンズ ワンマンショウ＠十三ファンダンゴ」
10月28日「K.O.G.A. night＠下北沢SHELTER」
11月9日「mr.ロマーンズナイトスペシャル＠新宿club doctor」
2002年
2月3日-4月12日「Scoobie Do Japan Tour 2002“Soul to Soul”
※全国7カ所のScoobie Doのツアーに同行。
2月12日「MY SOUL＠新宿JAM」
3月1日「KINKY NIGHT＠ON AIR WEST」
3月4日「～club massive Opening Special～BACKLASH＠堺club massive」
3月29日「Get The Three Peace！＠Zepp Tokyo」
5月7日-6月8日「デキシード・ザ・エモンズVelb発売記念ツアー」
※7th Album「Velb」発売記念ツアー、全国18カ所で開催。
6月22日「GOLF Night＠下北沢 CLUB Que」
7月19日「Kinks NIGHT＠下北沢 CLUB Que」
7月27日「BOOT-LEG＠下北沢SHELTER」
8月1日「GO-GO NITE Vol.4＠難波MOTHER HALL」
8月17日「RISING SUN ROCK FESTIVAL 2002 in EZO」
9月10日-16日「7days＠新宿JAM」
9月20日-22日「3days＠十三ファンダンゴ」
9月23日「デキシード・ザ・エモンズ ワンマンショウ＠京都拾得」
11月4日-12月1日「デキシード・ザ・エモンズ 北陸・甲信越ツアー」
※北陸・甲信越7カ所で開催。
12月5日・6日「デキシード・ザ・エモンズ 北海道ツアー」
※北海道2カ所で開催。
12月16日「デキシード・ザ・エモンズ ワンマンショウ＠下北沢 CLUB Que」
2003年
2月16日「スタークラブOPEN6周年記念スーパープレミアムライブ第2弾＠神戸スタークラブ」
2月17日「デキシード・ザ・エモンズ ワンマンショウ＠京都拾得」
3月15日「猫ままナイト＠神戸Live House108」
3月16日「＠京都メトロ」
3月22日「Ready Steady Go！-vol.3-＠長野cinematic space」
4月4日「POP THE QUESTION Vol.1＠渋谷CLUB QUATTRO」
5月12日-7月13日「EAT AND ANSWER TOUR」
※8th Album「BAKED AND QUESTION」発売記念ツアー、全国26カ所で開催。
10月11日-13日「3days＠大阪ファンダンゴ」
10月14日「デキシード・ザ・エモンズ ワンマンショウ＠京都拾得」
10月17日-19日「3days＠下北沢SHELTER」
11月25日-12月3日「GOLF CLIPS TOUR」
※DVD「GOLF CLIPS」発売記念ツアー、全国6カ所で開催。
2004年
2月3日-8日「第一回日米ロックンロール馬鹿対決」
※ボブログIII世との対バンツアー、全国5カ所で開催。
2005年
5月23日～6月2日「第二回日米ロックンロール馬鹿対決」
※ボブログIII世との対バンツアー、全国9カ所で開催。
8月18日「GANBAN NIGHT feat.RSRFES2005＠札幌BESSIE HALL」
8月19日・20日「RISING SUN ROCK FESTIVAL 2005 in EZO」
9月1日-10月2日「やってきました！メチャクチャンスツアー」
※9th Album「in dock」発売記念ツアー、全国12カ所で開催。
2006年
10月20日「ズバリ! サッポロ ラストライブ!!＠札幌BESSIE HALL」
10月28日「ズバリ! ラストライブ!!＠日比谷野外大音楽堂」